# Condado de Howard (Arkansas)
El condado de Howard (en inglés: Howard County), fundado en 1873, es un condado del estado estadounidense de Arkansas. En el 2000 tenía una población de 14 300 habitantes con una densidad poblacional de 9 personas por km². La sede del condado es Nashville.

## Geografía
Según la Oficina del Censo, el condado tiene un área total de 1541 km² (595 mi²), de la cual 1520 km² (586,9 mi²) es tierra y 21 km² (8,1 mi²) es agua.

### Condados adyacentes
- Condado de Polk (norte)
- Condado de Pike (este)
- Condado de Hempstead (sureste)
- Condado de Little River (suroeste)
- Condado de Sevier (oeste)

### Ciudades y pueblos
- Dierks
- Mineral Springs
- Nashville
- Tollette

## Principales carreteras
- U.S. Highway 70
- U.S. Highway 278
- U.S. Highway 371
- Carretera 4
- Carretera 26
- Carretera 27
- Carretera 84